# Восточный Мартиг
Восто́чный Марти́г (фр. Martigues-Est) — кантон во Франции, находится в регионе Прованс — Альпы — Лазурный Берег, департамент Буш-дю-Рон. Входит в состав округа Истр.
Код INSEE кантона — 1325. В кантон Восточный Мартиг входит часть коммуны Мартиг.
Население кантона на 2008 год составляло 36 268 человек.